# Jack&Betty
Jack & Betty（ジャックアンドベティ）は、かつて存在した日本の4人組バンド。フォーライフ・レコード所属。

## メンバー
- 中川優美（なかがわ ゆみ、1978年2月14日 - ）：ボーカル
- 松永俊彦（まつなが としひこ 、1965年11月3日 - ）：ギター
- 高間有一（たかま ゆういち、1974年11月14日 - ）：ベース
- 渋谷憲（しぶや けん、1974年9月6日 - ）：ドラム

## 来歴

### 活動時
- 1997年11月21日 - 「未来がうまれる瞬間」でデビュー。
- 1999年6月頃 - 解散を発表。

### 解散後
- 松永俊彦は「テニスの王子様」（テレビ東京）の主題歌をソロでリリースする等活動中。
- 高間有一、渋谷憲はバンドJumping Mustardを結成し活動中。

## タイアップ一覧
| 使用年 | 曲名               | タイアップ                                             | 初出作品                       |
| ------ | ------------------ | ------------------------------------------------------ | ------------------------------ |
| 1997年 | 未来がうまれる瞬間 | ロッテ「トッポ」TVCFイメージソング                     | シングル「未来がうまれる瞬間」 |
| 1997年 | 未来がうまれる瞬間 | テレビ東京系『ニュースウェーブ615』オープニングテーマ  | シングル「未来がうまれる瞬間」 |
| 1998年 | KE-SE-RA-SE-RA     | TBS系『愛のヒナ壇』オープニングテーマ                  | シングル「KE-SE-RA-SE-RA」     |
| 1998年 | KE-SE-RA-SE-RA     | テレビ大阪『M-VOICE』                                  | シングル「KE-SE-RA-SE-RA」     |
| 1998年 | KE-SE-RA-SE-RA     | TBS系ローカル『P.S. -Pop Shake-』エンディングテーマ    | シングル「KE-SE-RA-SE-RA」     |
| 1998年 | KE-SE-RA-SE-RA     | カネボウ化粧品「テスティモ」（台湾）CMソング           | シングル「KE-SE-RA-SE-RA」     |
| 1998年 | テレパシー         | バンダイ「スーパーノートクラブμ」CMソング              | シングル「テレパシー」         |
| 1998年 | テレパシー         | テレビ東京系『Gパラダイス』オープニングテーマ          | シングル「テレパシー」         |
| 1998年 | Twister            | TBS系『ワンダフル』内アニメ 『LET'S ぬぷぬぷっ』挿入歌 | シングル「Twister」            |
| 1998年 | Newsです。         | バンダイ「スーパーノートクラブμ」CMソング              | アルバム「Twururi-ra」         |

## メディア出演

### テレビ
- 「ポップジャム」NHK総合

### ラジオ
- 「ARTIST PARADISE」bayfm（中川のみ）
- 「Good Gracious!」静岡放送（中川のみ）

## ライブ
- 1998年2月22日　shibuya eggman
- 1998年3月10日　CLUB24YOKOHAMA
- 1998年4月22日「ぴあ デビューレビュー Vol.57」渋谷 ON AIR WEST（現・Shibuya O-WEST） 出演 クラックポット／SATISFACTION／Rubii
- 1998年6月1日「WHAT'S IN? & GB PRESENT LIVE “GiRLPOP” ACT.22」日清パワーステーション　出演 LINDBERG、森高千里／CHAKA、楠瀬誠志郎／北川恭子